# Yoo Young-jae
Đây là một tên người Triều Tiên, họ là Yoo.
Yoo Young-Jae (Hangul: 유영재; sinh ngày 24 tháng 1 năm 1994), còn được biết đến với tên Youngjae, là một ca sĩ và vũ công Hàn Quốc. Anh được khán giả biết đến với vai trò là ca sĩ chính của nhóm nhạc B.A.P.

## Hoạt động diễn xuất

### Phim điện ảnh
| Năm  | Tên phim    | Tên tiếng Hàn | Vai diễn | Ghi chú | Tham khảo   |
| ---- | ----------- | ------------- | -------- | ------- | ----------- |
| 2022 | Sing A Song | 포미닛 출신   | Hyun-Do  |         | [ 2 ] [ 3 ] |

### Phim truyền hình
| Năm  | Tên phim    | Tên tiếng Hàn | Kênh phát sóng | Vai diễn             | Ghi chú       | Tham khảo |
| ---- | ----------- | ------------- | -------------- | -------------------- | ------------- | --------- |
| 2022 | Cleaning Up | 클리닝 업     | JTBC           | Cháu trai của Yongmi | Cameo (tập 1) | [ 4 ]     |